# Rhynchium transvaalensis
Rhynchium transvaalensis är en stekelart som beskrevs av Cameron 1910. Rhynchium transvaalensis ingår i släktet Rhynchium och familjen Eumenidae. Inga underarter finns listade i Catalogue of Life.